# Alysina specifica
Alysina specifica là một loài bướm đêm trong họ Noctuidae.